# Hongge'er (socken i Kina, lat 42,04, long 111,53)
Hongge'er (kinesiska: 红格尔, 红格尔苏木) är en socken i Kina. Den ligger i den autonoma regionen Inre Mongoliet, i den norra delen av landet, omkring 140 kilometer norr om regionhuvudstaden Hohhot. Antalet invånare är 2786. Befolkningen består av 1 325 kvinnor och 1 461 män. Barn under 15 år utgör 8,0 %, vuxna 15-64 år 82 %, och äldre över 65 år 9,0 %.
Genomsnittlig årsnederbörd är 466 millimeter. Den regnigaste månaden är juli, med i genomsnitt 127 mm nederbörd, och den torraste är januari, med 3 mm nederbörd.